# Whitfield Crane
Whitfield Crane (ur. 19 stycznia 1968 w Palo Alto) – amerykański muzyk rockowy. Wokalista zespołu Ugly Kid Joe.
Od 1989 do 1997 i ponownie od 2010, po reaktywacji, lider i wokalista zespołu Ugly Kid Joe. Występował także w zespołach Life of Agony oraz Medication.